# Sielsowiet Pograniczny
Sielsowiet Pograniczny (biał. Пагранічны сельсавет, ros. Пограничный сельсовет) – sielsowiet na Białorusi, w obwodzie grodzieńskim, w rejonie brzostowickim, z siedzibą w Pogranicznym. Od zachodu graniczy z Polską.

## Historia
Za czasów Rzeczypospolitej Obojga Narodów ziemie dzisiejszego sielsowietu leżały w województwach trockim (powiat grodzieński) i nowogródzkim (powiat wołkowyski), a dwudziestoleciu międzywojennym w Polsce, w województwie białostockim.
Po zajęciu tych ziem przez Związek Sowiecki utworzono sielsowiet Hrycewicze. W 1961 sielsowiet Hrycewicze został zlikwidowany, a wchodzące w jego skład miejscowości stały się częścią sielsowietu Ciecierówka, który w 1978 został przekształcony w sielsowiet Pograniczny.

## Miejscowości
- agromiasteczka:
  - Kwatery
  - Pograniczny
- wsie:
  - Ciecierówka
  - Czaplicze
  - Dziewiątki
  - Horbacze
  - Hrycewicze
  - Jaskułdy
  - Jatowty
  - Klepacze
  - Kołosy
  - Kraśna
  - Liasnaja
  - Mieńki
  - Mińczuki
  - Miżewicze
  - Pawluszki
  - Rudowlany
  - Syrojeżki
  - Worony
  - Żylicze
- chutor:
  - Frankowo